# Tabanus nartshukae
Tabanus nartshukae är en tvåvingeart som beskrevs av Olsufjev 1972. Tabanus nartshukae ingår i släktet Tabanus och familjen bromsar.
Artens utbredningsområde är Mongoliet. Inga underarter finns listade i Catalogue of Life.